# Euroliga 2007./08.
Euroliga 2007./08. je bio najviši razred europskog klupskog košarkaškog natjecanja u sezoni 2007./08.

## Uvjeti sudjelovanja
Ovisno o koeficijentima, koji se izračunavaju temeljem uspješnosti za sudjelovanja u europskim kupovima prijašnjih godina, ULEB pravi ljestvice, iz kojih se dodjeljiva za svaku državu broj sudionika u europskim košarkaškim kupovima.

## Sudionici
Sudionici su francuski "Brose Basket", "Le Mans" i "Roanne", grčki "Aris" iz Soluna, "Olympiakos" iz Pireja i "Panathinaikos" iz Atene, hrvatska "Cibona" iz Zagreba, izraelski "Maccabi" iz Tel-Aviva, litvanski "Lietuvos Rytas" i "Žalgiris" iz Kaunasa, poljski "Prokom" iz Sopota, ruski "CSKA" iz Moskve, slovenska "Olimpija" iz Ljubljane, 
srpski "Partizan" iz Beograda, španjolski  "Barcelona", "Real" iz Madrida, "Tau Ceramica" iz Gezteiza i "Unicaja" iz Malage, talijanski "Armani" iz Milana, "Lottomatica" iz Rima, "Montepaschi" iz Siene, "Virtus" iz Bologne te turski "Efes Pilsen" iz Carigrada ili "Ülker".

## Natjecateljski sustav
U skupinama prvog dijela se igra po dvokružnom liga-sustavu, jedna utakmica na domaćem i jedna na gostujućem terenu.
Iz svake skupine ide dalje prvih pet momčadi te još tri najbolje šestoplasirane.
Slijedi ždrijeb za nove skupine najboljih 16 ("Top 16"), skupine "D", "E" i "F".
Iz tih skupina drugog kruga prve dvije momčadi idu u četvrtzavršnicu, gdje se križaju skupine "E" i "D" te "F" i "G", tako da pobjednik jedne skupine igra s drugim iz druge skupine, s kojom se križa.
U četvrtzavršnici se igra do dvije pobjede; prvi susret i možebitna majstorica su na terenu prvoplasirane momčadi.
Pobjednici su sudionici turnira završne četvorice u Madridu.

## Dodjela jakosnih skupina
27. lipnja je ULEB odredio jakosne skupine za ždrijeb.
1. skupina: CSKA, Panathinaikos, Unicaja

2. skupina: Barcelona, Maccabi Tel-Aviv, Tau Ceramica

3. skupina: Efes Pilsen, Olympiakos, Partizan 

4. skupina: Aris, Lottomatica Rim, Prokom Sopot

5. skupina: Cibona, Fenerbahče ili Ülker, Olimpija

6. skupina: Le Mans, Real Madrid, Žalgiris

7. skupina: Brose Basket, Lietuvos Rytas, Montepaschi Siena

8. skupina: Armani Milano, Roanne, Virtus Bologna

## Ždrijeb
Ždrijeb se održava 30. lipnja u talijanskom gradu Iesolu.
Zbog pravila "nacionalnog ključa", bit će poludirigiran.
| Skupina "A"    | Skupina "B"    | Skupina "C"   |
| CSKA           | Unicaja        | Panathinaikos |
| Tau Ceramica   | Maccabi        | Barcelona     |
| Olympiakos     | Efes Pilsen    | Partizan      |
| Prokom         | Aris           | Lottomatica   |
| Žalgiris       | Cibona         | Fenerbahce    |
| Montepaschi    | Le Mans        | Real          |
| Virtus Bologna | Lietuvos Rytas | Brose Basket  |
| -              | Armani Milano  | Roanne        |